# Toral de los Guzmanes
Toral de los Guzmanes település Spanyolországban, León tartományban. Lakosainak száma 499 fő (2024).

## Földrajza
Toral de los Guzmanes Villademor de la Vega, Valencia de Don Juan, Villaornate y Castro, Algadefe és Laguna de Negrillos községekkel határos.

## Népesség
A település lakosságának változását az alábbi diagram mutatja:
| Lakosok száma | 686  | 655  | 657  | 613  | 580  | 541  | 515  | 500  | 513  | 499  |
|               | 2001 | 2004 | 2007 | 2009 | 2012 | 2014 | 2017 | 2019 | 2022 | 2024 |